# Herbertingen
Herbertingen ist eine Gemeinde im Landkreis Sigmaringen in Baden-Württemberg (Deutschland).

## Geographie

### Geographische Lage

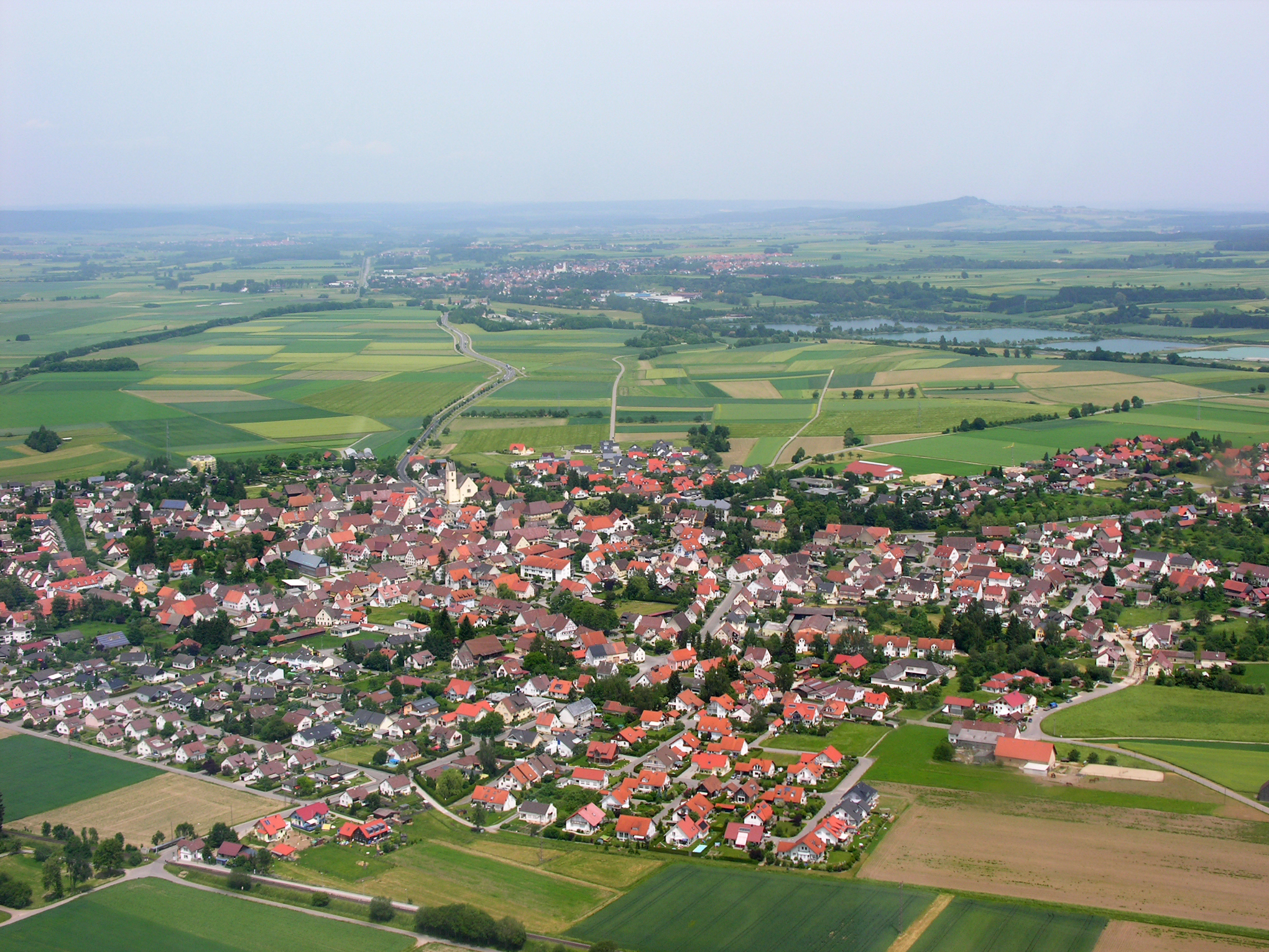
Herbertingen, ganz im Hintergrund der Bussen

Durch die Gemarkung der Gemeinde Herbertingen fließen die Donau und deren Nebenfluss, die Schwarzach. Der Ort Herbertingen wird über den Krähenbach entwässert.
Der höchste Punkt der Gemeinde liegt auf 628 m ü. NHN, der tiefste Punkt auf 537,16 m ü. NHN im Donautal, er ist zugleich der tiefste Punkt des Landkreises Sigmaringen.

### Flächennutzung
Die Gesamtgemeinde Herbertingen hat eine Gemarkungsfläche von 3867 Hektar (Stand: September 2024). Davon entfallen 67,0 Prozent auf Landwirtschaftsflächen, 18,5 Prozent auf Waldflächen, 1,4 Prozent auf Wasserflächen, 11,3 Prozent auf Siedlungs-, Gebäude- und Verkehrsflächen, 0,3 Prozent auf Erholungsflächen und 1,6 Prozent auf sonstige Flächen.

### Gemeindegliederung

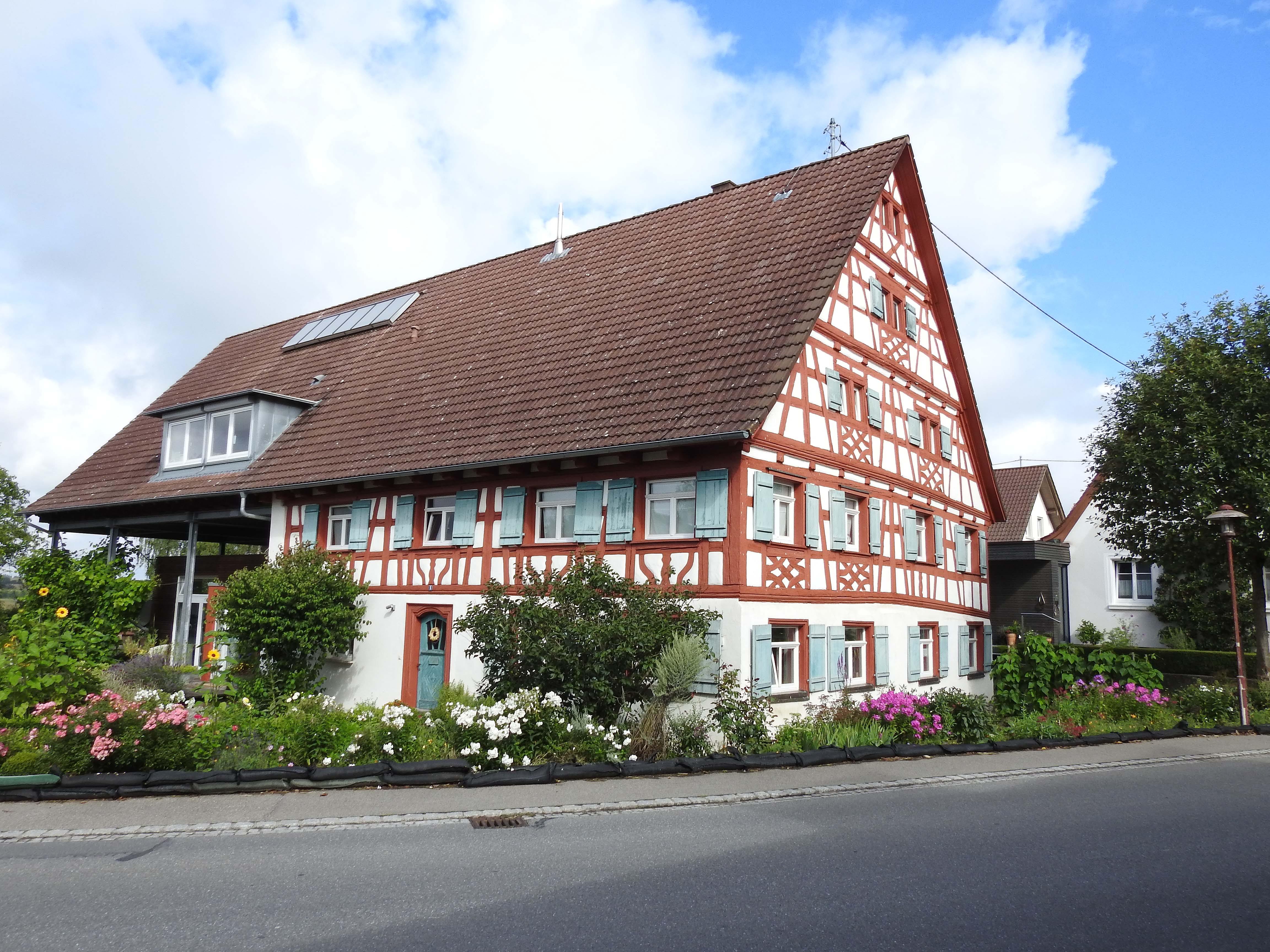
Fachwerkhaus in Mieterkingen

Die Gemeinde setzt sich aus dem Kernort Herbertingen und den Teilorten Hundersingen, Marbach und Mieterkingen zusammen.
| Wappen                | Ortsteil               | Einwohner (Sep. 2022) | Fläche (Sep. 2022) |
| --------------------- | ---------------------- | --------------------- | ------------------ |
| Herbertingen          | Herbertingen (Kernort) | 3.144                 | 1784 ha            |
| Kein Wappen Verfügbar | Hundersingen           | 909                   | 968 ha             |
| Marbach               | Marbach                | 555                   | 738 ha             |
| Mieterkingen          | Mieterkingen           | 263                   | 377 ha             |

### Schutzgebiete
Herbertingen hat Anteile am Natur- und Landschaftsschutzgebiet Ölkofer Ried sowie an den Landschaftsschutzgebieten Donau- und Schmeiental und Ostrand des Donau- und Schwarzachtales zwischen Marbach und Riedlingen und am FFH-Gebiet Donau zwischen Riedlingen und Sigmaringen.
Herbertingen gehört außerdem zum Naturpark Obere Donau.

## Geschichte

### Frühe Geschichte
Die Ersterwähnung von Herbertingen stammt aus einer Urkunde des Königs Ludwig des Deutschen vom Jahr 854, die über die Beilegung der Streitigkeiten zwischen dem Kloster St. Gallen und dem Bischof von Konstanz berichtet. Der darin erwähnte Ort „Heriprehtinga“ wird zum Gau Goldineshuntare gezählt, wo das Kloster eine Hube (Gehöft) des Bistums Konstanz abtritt („in comitatu Udalrici comitis, in pagello Goldineshuntare, in villa Heriprehtinga“). Möglicherweise war Herbertingen sogar der Hauptort der Goldineshuntare.
Die Oberhoheit kam 1282 von den Grafen von Nellenburg an die Habsburger, das Dorf teilte in der Folgezeit die Geschicke der Grafschaft Friedberg-Scheer, welche Herzog Siegmund von Tirol 1452 an die Truchsessen von Waldburg verkaufte, die damit die Linie Waldburg-Scheer begründeten. 1785 verkaufte das Haus Waldburg die Grafschaft Friedberg-Scheer an den Fürsten Karl Anselm von Thurn und Taxis, zu dessen Herrschaftsgebiet somit auch Herbertingen in den folgenden zwei Jahrzehnten gehörte. 1806 fiel der Ort im Verlauf der Mediatisierung an das Königreich Württemberg und wurde dem Oberamt Saulgau unterstellt.

### 20. Jahrhundert
Am 27. Juni 1935 beschädigte ein für diese Region ungewöhnlich starkes Erdbeben 340 der 350 Gebäude in Herbertingen und brachte die Pfarrkirche zum Einsturz. Der Gesamtschaden wurde auf 120.000 Reichsmark geschätzt.
Bei der Kreisreform während der NS-Zeit in Württemberg gelangte Herbertingen 1938 zum Landkreis Saulgau. 1945 wurde der Ort Teil der Französischen Besatzungszone und kam somit zum neu gegründeten Land Württemberg-Hohenzollern, welches 1952 im Land Baden-Württemberg aufging. Im Zuge der Gemeindegebietsreform in Baden-Württemberg wurden am 1. Januar 1975 die drei bis dahin selbstständigen und ehemals württembergischen Gemeinden Hundersingen, Marbach und Mieterkingen nach Herbertingen eingemeindet.
Seit 1983 ist die Altdeponie Marbach komplett verfüllt, geschlossen und renaturiert. Die umzäunte Deponie befindet sich in der sogenannten „Nachsorgephase“, das heißt die Deponie wird begangen und in regelmäßigen Abständen werden Bodenproben entnommen. Sie kann zwischen 30 und 100 Jahre dauern.

### Einwohner
In der Gesamtgemeinde Herbertingen leben 4.871 Einwohner.

## Politik

### Gemeinderat
In Herbertingen wird der Gemeinderat nach dem Verfahren der unechten Teilortswahl gewählt. Dabei kann sich die Zahl der Gemeinderäte durch Überhangmandate verändern. Der Gemeinderat besteht aus den gewählten 18 ehrenamtlichen Gemeinderäten (2019: 21) und dem Bürgermeister als Vorsitzendem. Der Bürgermeister ist im Gemeinderat stimmberechtigt. Die Kommunalwahl am 9. Juni 2024 führte zu folgendem Endergebnis.
| Partei / Liste     | Stimmenanteil    | Sitze | Ergebnis 2019    |
| CDU                | nicht angetreten |       | 12,3 %, 3 Sitze  |
| Unabhängige Bürger | 51,72 %          | 9     | 52,0 %, 11 Sitze |
| Freie Liste        | 48,28 %          | 9     | 35,7 %, 7 Sitze  |

### Bürgermeister
Am 8. März 2015 wurde Magnus Hoppe ist mit 64,1 Prozent der abgegebenen Stimmen im ersten Wahlgang zum Bürgermeister von Herbertingen gewählt worden. Vorgänger Michael Schrenk wurde am 19. Oktober 2014 zum Bürgermeister von Pfullingen gewählt. Hoppe wurde am 16. April 2023 mit 92,6 Prozent der Stimmen für eine zweite Amtszeit wiedergewählt.
- 1968–2000: Siegfried Abt (CDU)
- 2000–2014: Michael Schrenk (parteilos)
- 2015: Magnus Hoppe (parteilos)

### Wappen
| Wappen der Gemeinde Herbertingen | Blasonierung: „In Blau auf grünem Dreiberg ein aufgerichteter goldener Hirsch, im Maul einen im Wechsel silbern und rot befiederten schwarzen Pfeil haltend.“ |
| Wappen der Gemeinde Herbertingen | Wappenbegründung: Kaiser Leopold I. stellte der Gemeinde Herbertingen am 6. November 1682 einen Wappenbrief aus, der das heute noch verwendete Gemeindewappen aufweist. Sein Schildbild soll wahrscheinlich an das einstmals offenbar beliebte Jagdgebiet erinnern. In Herbertingen hat einst ein Jägerhaus und bis zu den Jahren 1812/1813 auch ein Tiergarten und ein Jagdschloss bestanden. |

### Städtepartnerschaften
Herbertingen pflegt seit 1997 eine Partnerschaft mit Saint-Paul-en-Jarez im französischen Département Loire.

## Kultur und Sehenswürdigkeiten
Herbertingen ist Teil der Tourismusregion „Oberschwäbische Donau“.

### Museen
- Im Ortsteil Hundersingen befindet sich das Heuneburgmuseum und das Freilichtmuseum Heuneburg, die die keltische Geschichte rund um die Heuneburg thematisieren.[18]

### Bauwerke

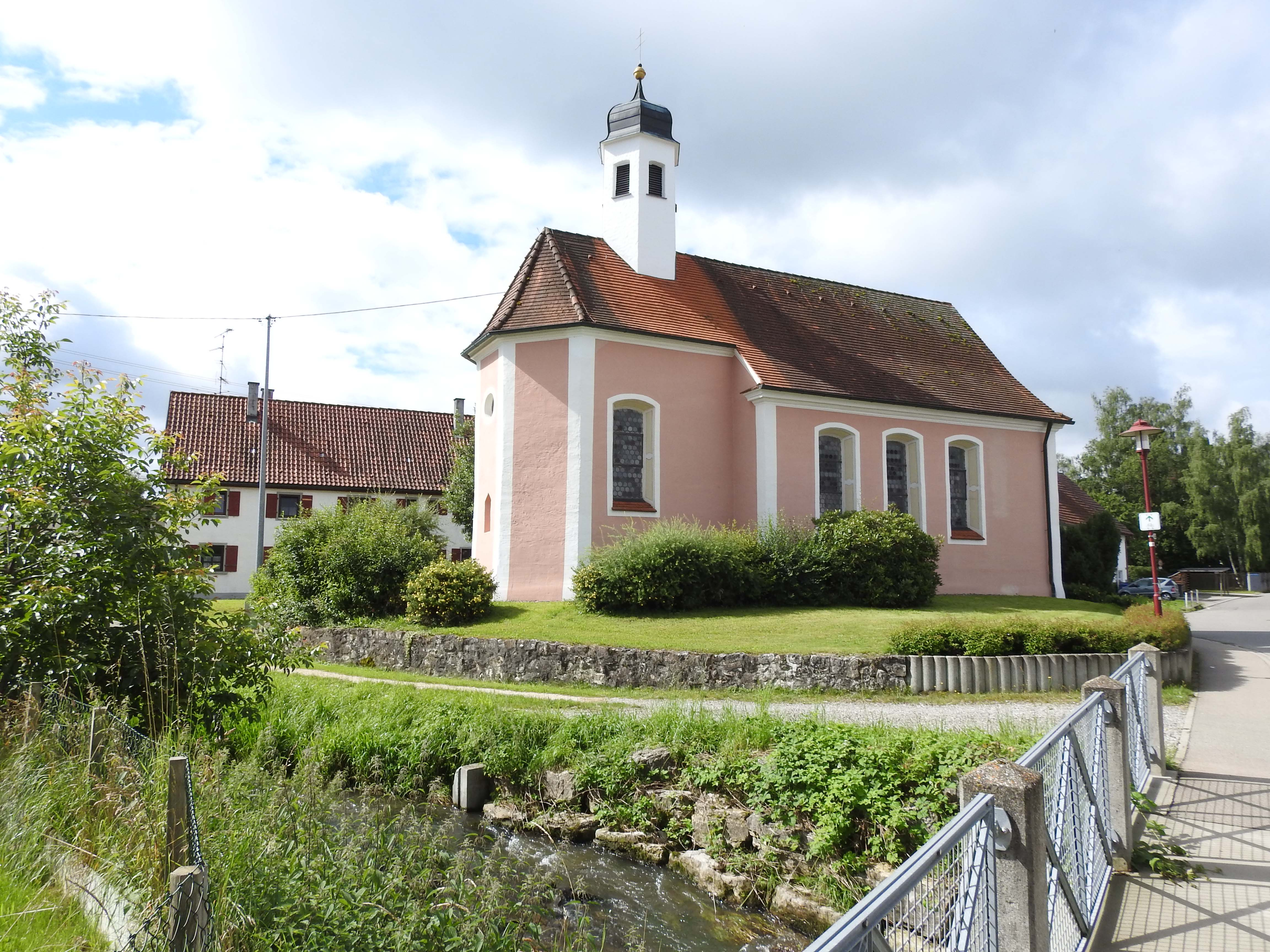
Nikolauskapelle in Herbertingen

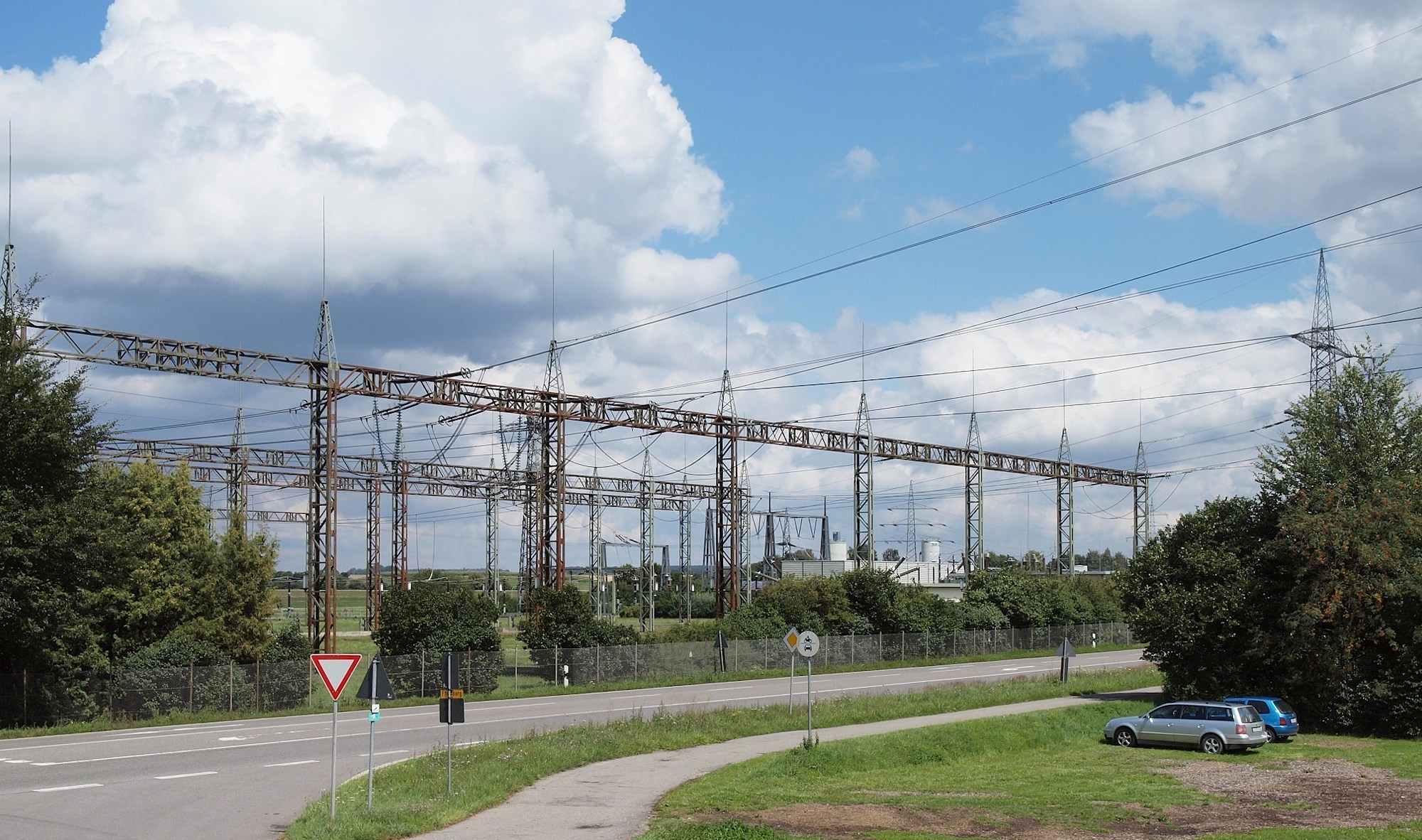
Umspannwerk in Herbertingen

- Auf der Gemarkung des Ortsteils Hundersingen liegt die Heuneburg, ein keltischer Fürstensitz. Jüngsten Ausgrabungen zufolge existierte die Siedlung bereits vor mehr als 2500 Jahren. Sie wäre damit die älteste Stadt Mitteleuropas.
- Die Nikolauskapelle am Krähenbach stammt aus dem 16. Jahrhundert. Im 18. Jahrhundert bekam sie einen Erweiterungsbau. Gleichzeitig wurde sie in ihre heutige barocke Form gebracht. In ihr befinden sich wertvolle Ausstellungsgegenstände.[19]
- Auf Herbertinger Gemeindegebiet befinden sich zahlreiche Kapellen, so zum Beispiel die Lourdeskapelle auf dem Hungerberg, die Angerkapelle, die Jakobuskapelle in Mieterkingen, die Blindenkapelle, die Schaupenkapelle und die Friedhofskapelle von Herbertingen.[19]
- Die Kirche St. Martin im Ortsteil Hundersingen ist eine neoromanische Basilika, erbaut 1905–1906 von Joseph Cades mit gut erhaltener, vollständiger Ausstattung des Historismus, u. a. die Ausmalung von Johann Georg Loosen und der Altar von Theodor Schnell d. J. Die Rokoko-Pieta stammt aus der Hand von Johann Joseph Christian.
- Im Ortsteil Mieterkingen befindet sich die Kirche St. Peter und Paul. Sie erfuhr 1763 eine Erneuerung im Stil des Rokoko. Die Deckenmalereien zeigen eine gotische Beweinungsgruppe von 1510/20.
- Für den Betrieb der Nord-Süd-Leitung wurde 1929 von der RWE ein großes Umspannwerk gebaut, wo die von Bürs (Österreich) und Waldshut-Tiengen kommenden Hochspannungsleitungen zusammengeführt werden. Im Zweiten Weltkrieg war dieses Umspannwerk Ziel alliierter Bomber. Das von Amprion (bis 2009: RWE Transportnetz Strom) und der EnBW Transportnetze AG gemeinsam betriebene Umspannwerk wurde etwa 2001 um eine in SF6-Technik ausgeführte Schaltanlage für 380 kV erweitert.

### Sport
In den frühen 1970er Jahren wurde im Schwarzachtal Kies abgebaut, so dass in der Folge insgesamt fünf große Grundwasserseen entstanden sind, von denen zwei, der heutige Bade- und der Wassersportsee, vollständig renaturiert wurden. Heute sind diese Seen das Erholungs- und Freizeitzentrum Schwarzachtalseen, ein Zweckverband der Gemeinden Herbertingen und Ertingen.

## Wirtschaft und Infrastruktur

### Verkehr

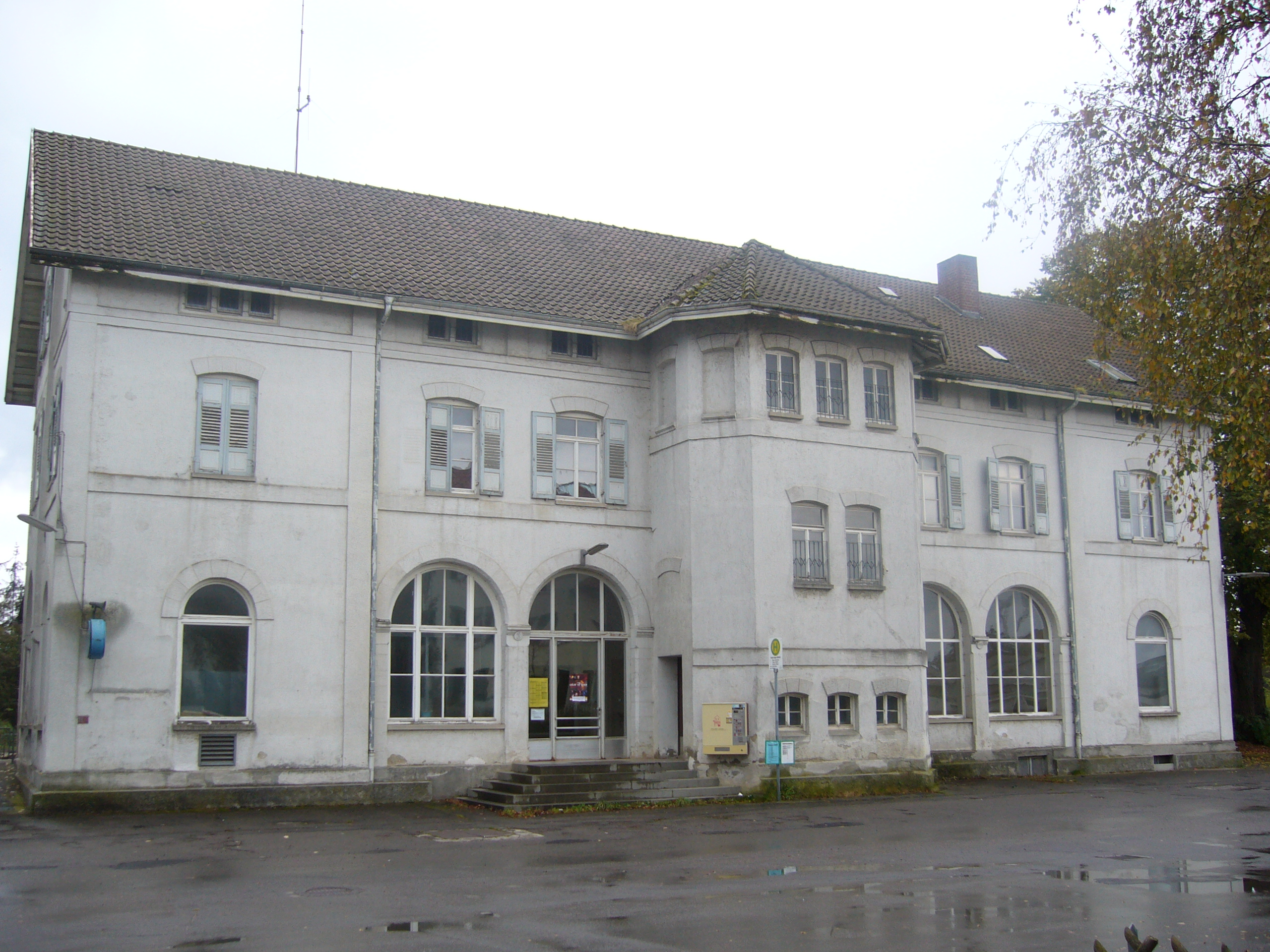
Der Bahnhof Herbertingen

#### Bahnverkehr und öffentlicher Nahverkehr
Bei Herbertingen zweigt die Bahnstrecke Herbertingen–Isny von der Bahnstrecke Ulm–Sigmaringen ab. Der Bahnhof Herbertingen liegt außerhalb der Ortschaft Herbertingen und ist vor allem als Umsteigebahnhof von Bedeutung, näher beim Ortszentrum liegt der Haltepunkt Herbertingen Ort an der Strecke nach Isny. Es bestehen Verbindungen von Ulm nach Donaueschingen bzw. von Aulendorf über Sigmaringen und Tübingen nach Stuttgart. Herbertingen ist in den Verkehrsverbund Neckar-Alb-Donau (NALDO) integriert.

#### Radverkehr
Über Alltagsradrouten aus dem Radnetz Baden-Württemberg ist Herbertingen
- mit Mengen,
- über Ertingen mit Riedlingen und
- über den Ortsteil Mieterkingen mit Bad Saulgau verbunden.

- Der Donauradweg führt von Donaueschingen über Passau, Wien und Budapest bis zur Mündung in das Schwarze Meer. Er wird zwischen Tuttlingen und Passau auch als EuroVelo-Route EV6 und als D-Route 6 geführt.[21][22] Er führt dabei durch den Herbertinger Ortsteil Hundersingen.

#### Bundesstraßen
Durch Herbertingen führten die Bundesstraße 311 von Ulm nach Donaueschingen und die Bundesstraße 32 von Ravensburg nach Sigmaringen. Der mit bis zu 25.000 Fahrzeugen am Tag stark befahrene Kreuzungspunkt der Bundesstraßen befand sich in der Mitte des Ortes. Der Spatenstich einer 27 Millionen Euro teure Umgehungsstraße der B 311 erfolgte am 30. April 2009, feierlich eröffnet wurde die Umgehungsstraße am 20. Dezember 2012, einige Monate vor dem ursprünglich geplanten Bauende.

#### Luftfahrt
Zwischen Herbertingen und Mengen liegt der Verkehrslandeplatz Mengen-Hohentengen mit der ICAO-Code EDTM.

### Ansässige Unternehmen

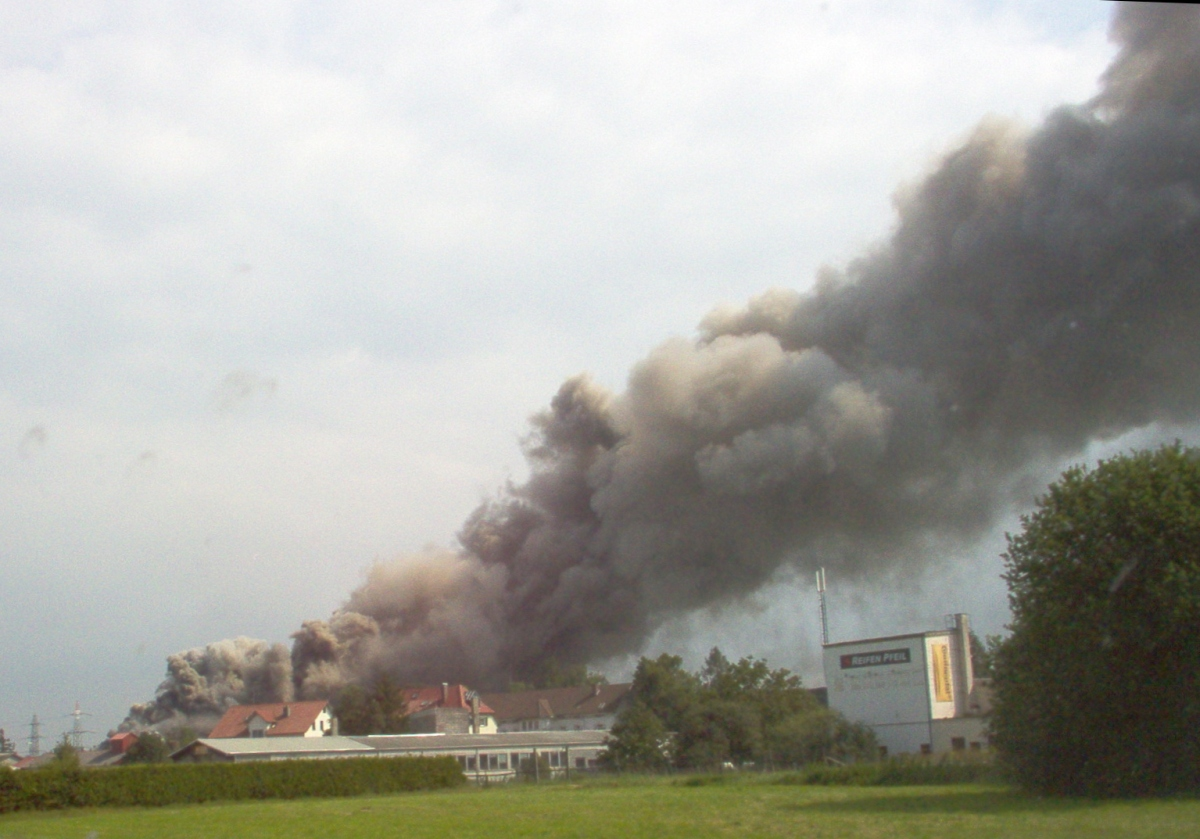
Rauchwolke über Herbertingen am 30. August 2007

In Herbertingen befindet sich ein Werk der Zollern-Gruppe, eines Unternehmens der metallverarbeitenden Industrie mit Stammsitz im Sigmaringendorfer Ortsteil Laucherthal. Weiterhin sind im Ort nahe dem Bahnhof die Schredderwerke Herbertingen GmbH ansässig, ein Recyclingbetrieb mit großem Schredderwerk. Auf dessen Schrotthalde brach am 30. August 2007 ein Großbrand aus. Im Verlaufe des Feuers breitete sich eine Rauchgaswolke über den Landkreis Sigmaringen aus, die Blausäurespuren in geringer Konzentration enthielt.

## Persönlichkeiten
- Andreas Harsch (um 1554–1612), Jurist und Kanzler der vorderösterreichischen Regierung
- Ernst Schmid (1894–1956), Verwaltungsjurist und Ministerialbeamter, Präsident des Bundesaufsichtsamts für das Versicherungswesen
- Lilly Jordans (eigentlich Karoline Reutter; * 16. Oktober 1915; † 19. März 2007), Unternehmerin, gründete erfolgreiche Damenschneiderei in Köln; Namenspatronin der „Lilly-Jordans-Schule Herbertingen“[24]